# Filzmoos
Filzmoos est une commune autrichienne du district de Sankt Johann im Pongau dans l'État de Salzbourg.